# ウィリアム・ランキン
ウィリアム・ジョン・マッコーン・ランキン（William John Macquorn Rankine FRSE FRS、1820年7月5日 - 1872年12月24日）は、19世紀イギリス（スコットランド）の機械技師であり、土木工学、物理学、数学の分野でも貢献した。ルドルフ・クラウジウス、ウィリアム・トムソン（ケルヴィン卿）とともに熱力学の創始者であり、特に熱力学の三法則のうち第一法則を中心に研究した。ランキンは、絶対温度目盛を摂氏ではなく華氏で表したランキン温度目盛を開発した。
ランキンは、蒸気機関を含む全ての熱機関の完全な理論を構築した。1850年代、1860年代に出版された基礎工学や実践工学の教科書は、その後何十年にもわたって使用された。ランキンは、1840年以降、科学や工学をテーマにした数百もの論文やノートを発表した。彼の関心は、若い頃は植物学、音楽理論、数論、熟年期には科学、数学、工学のほとんどの主要分野に及ぶなど、非常に多岐にわたる。
また、アマチュアの歌手、ピアニスト、チェリストとしても熱心に活動し、ユーモアのある曲を自作していた。

## 生涯
ランキンはスコットランドのエディンバラで生まれた。父は軍人出身の土木技師デビッド・ランキン(David Rankin)、母は法曹界・銀行界の名家出身のバーバラ・グラハム(Barbara Grahame)である。
父は様々なプロジェクトでスコットランド中を転々とし、家族もそれに合わせて移動した。ウィリアムは当初、学校に行かずに家で教育を受けていたが、1828年からエア・アカデミー、1830年からグラスゴー高校に通うようになった。1830年頃、父がエディンバラ・ダルキース鉄道の支配人に就任したため、一家はエディンバラに移った。
1834年、数学者のジョージ・リーとともに、エディンバラのスコットランド海軍・陸軍士官学校に派遣された。この年、既に数学に精通していたウィリアムは、叔父からアイザック・ニュートンの『プリンキピア』のラテン語による初版本（1687年）を贈られている。
1836年、ランキンはエディンバラ大学に入学し、ロバート・ジェイムソンのもとで博物学を、ジェイムズ・デイビッド・フォーブスのもとで自然哲学を学ぶなど、様々な科学的テーマを学んだ。フォーブスのもとで、物理学的探求の方法と光の波の理論に関する論文で賞を受賞した。1830年から、休暇中はエディンバラ・ダルキース鉄道の父の仕事を手伝った。1838年、エディンバラ大学を学位を取得せずに卒業し（当時は珍しいことではなかった）、当時アイルランド鉄道委員会の測量官だったジョン・ベンジャミン・マクニールに弟子入りした。マクニールのもとで、後に「ランキン方式」と呼ばれる曲線の鉄道の敷設技術を開発した。これは、セオドライトを駆使して、従来の方法に比べて精度と生産性を大幅に向上させるものだった。実際には、この技術は他の技術者も同時期に使用しており、1860年代にランキンの優先順位をめぐって論争があった。
1842年、ランキンは熱の現象を数学的に解明しようと試みたが、実験データがなく挫折した。同年末、ヴィクトリア女王がスコットランドを訪問した際、ランキンはアーサーの玉座に大きな篝火を設置し、燃料の下に放射状の空気通路を設ける工夫をした。この篝火を合図に、スコットランド各地で篝火が焚かれた。
1850年、恩師のジェームズ・デイビッド・フォーブス教授の推薦により、エディンバラ王立協会フェローに選出された。1853年、同協会のケイス・メダルを受賞した。1871年から1872年まで副会長を務めた。
1855年、グラスゴー大学の土木工学と機械学の欽定教授に就任した。
1872年12月24日、グラスゴーにおいて52歳で死去した。

## 熱力学
ランキンは、若い頃に夢中になっていた熱機関のメカニズムに立ち返った。1849年には飽和蒸気圧と温度の関係を見つけることに成功した。翌年には、その理論を用いて、気体の温度・圧力・密度と、液体の蒸発の潜熱の関係を確立した。ランキンは、飽和蒸気の見かけの比熱が負の値を取るという意外な事実を正確に予測した。
1851年、ランキンは熱機関の効率を計算し、「熱機関の最大効率は、作動する2つの温度の関数でしかない」という原理を導き出した。同様の結果は、すでにルドルフ・クラウジウスやウィリアム・トムソンによって導き出されていたが、ランキンは、カルノーの理論やその他の追加的な仮定ではなく、分子渦の仮説だけで導き出した結果だと主張した。この研究は、ランキンがより完全な熱の理論を構築するための第一歩となった。
ランキンは後に、分子理論の結果を、エネルギーとその変換に関する巨視的な説明の観点から再構成した。ランキンは、動的過程で失われる「実際のエネルギー」(actual energy)と、それに代わる「位置エネルギー」(potential energy)を定義し、区別した。彼はこの2つのエネルギーの合計が一定であると仮定した。この考えは、エネルギー保存の法則として既に知られているものだったが、あまり広まっていなかった。1854年からは「熱力学関数」(thermodynamic function)を多用したが、後にランキンは、これがクラウジウスのエントロピーと同じ概念であることに気づいた。ランキンは1855年までに、力や運動ではなく、エネルギーとその変換という観点から力学を説明する「エネルギー学」(science of energetics)（今日「熱力学」と呼ばれているもの）を確立した。この理論は、1890年代に大きな影響を与えた。ランキンは1859年にランキン温度目盛を提案した。これは華氏と同じ温度間隔で、絶対温度を0とした温度目盛である。
エネルギー学により、ランキンは別の、より主流のアプローチを獲得し、1850年代半ばからは、分子渦を使うことは少なくなった。しかし、ランキンは、マクスウェルの電磁気学の研究が、事実上、彼のモデルの延長線上にあると主張していた。また、1864年には、クラウジウスやマクスウェルが提案した直線的な原子運動に基づく微視的な熱の理論は不十分であると主張した。1869年には、ランキンはこれらの対抗理論の方が正しいと認めた。その頃には、ランキンの原子モデルはJ・J・トムソンのものとほぼ同じになっていた。
ランキンは、自分の理論により、以下のような多くの実用的な結果とその物理的原理を明らかにした。
- 衝撃波の伝播に関するランキン・ユゴニオの式は、対向する流れに垂直な衝撃波の挙動を規定するものである。ランキンと、フランス人工学者のピエール＝アンリ・ユゴニオにちなんで命名された。
- ランキンサイクルは、復水器を備えた理想的な熱機関の分析である。他の熱力学サイクルと同様に、ランキンサイクルの最大効率は、カルノーサイクルの最大効率を計算することによって与えられる。

## 金属疲労の研究

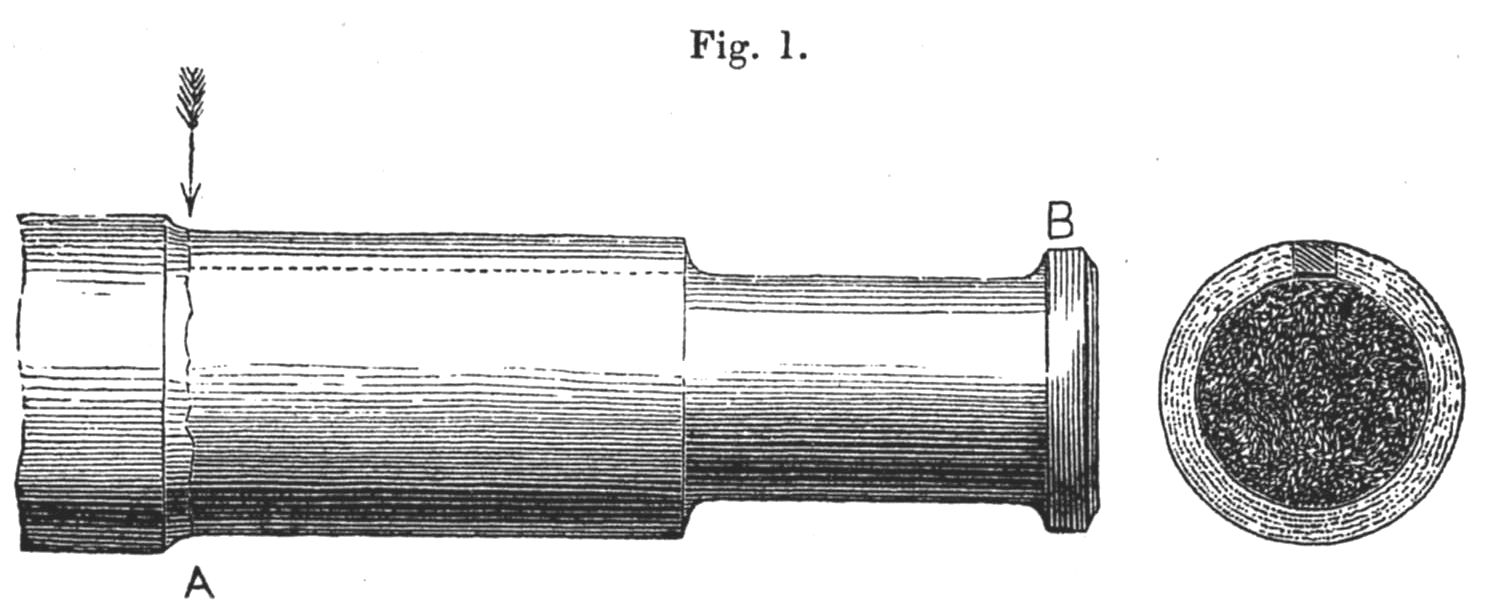
車軸の疲労破壊の図（1843年）

ランキンは、鉄道車軸の疲労破壊が脆性亀裂の発生と成長によって引き起こされることを認識した最初の技術者の一人である。
1842年に発生したベルサイユ鉄道事故では、機関車の車軸が突然破壊され、50人以上の乗客が死亡するなど、各地で車軸破壊による事故が発生していた。ランキンは1840年代初頭、破壊された車軸を調査し、キー溝などの車軸上の応力集中源から脆性亀裂が徐々に成長して車軸が破損したことを示した。また、ジョセフ・グリンも同様に、現在「金属疲労」として知られている脆性亀裂のゆっくりとした成長によって車軸が故障したことを直接分析し、支持を得た。ベルサイユ鉄道事故では、機関車の前輪が同じように破損したと考えられている。
ランキンは、研究結果をまとめた論文をイギリス土木学会で発表した。しかし、当時の多くの技術者は、応力が金属の「再結晶」を引き起こすと信じており、ランキンの研究は無視された。再結晶の理論は全くの誤りであり、数年後にウィリアム・フェアバーンが大梁の繰り返し屈曲による弱化効果を示すまで、価値のある研究を阻害していた。

## その他の業績

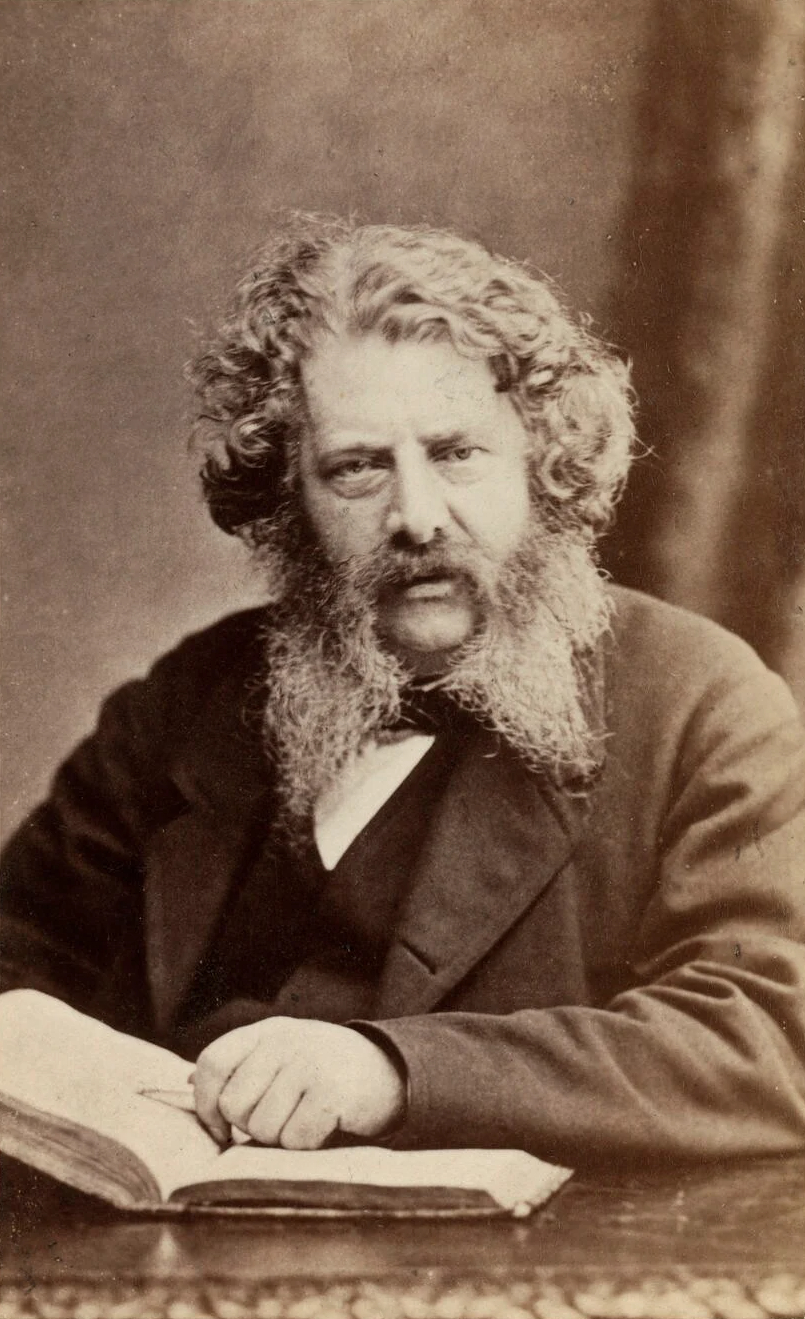
Rankine in the 1870s

ランキンは、1855年11月から1872年12月に亡くなるまで、グラスゴー大学の土木工学と機械学の欽定教授を務め、土木工学と機械工学の分野で様々な研究を行った。
ランキンは、1859年7月、グラスゴー大学の将校訓練隊の前身である第2ラナークシャー・ライフル義勇隊の結成に尽力した。1860年には第1ラナークシャー・ライフル義勇隊第2大隊の第1中隊に編成された後、少佐となり、1864年まで在職したが、船舶工学に関連する仕事のプレッシャーから辞任した。

### 土木工学
土木工学の分野では、構造解析や土質力学、特に横方向の土圧理論と擁壁の安定化に大きく貢献した。土圧解析のランキン法はランキンにちなんで命名された。英国地盤工学会は、ランキンの功績を讃えてランキン・レクチャーを制定した。

### 船舶工学
ランキンは、クライドの造船所、特に友人であり生涯の協力者であったジェームズ・ロバート・ネイピアと緊密に協力し、船舶工学を工学的な科学として確立した。ランキンは、1857年に設立されたスコットランド技術者造船事業者協会の創設メンバーで、初代会長である。また、1860年に設立された王立船舶工学会の初期メンバーでもあり、同協会の年次総会にも数多く出席している。
ランキンは、ウィリアム・トムソンらとともに、軍艦「キャプテン」沈没事故の調査委員を務めた。

## 賞と栄誉
- スコットランド王立技芸協会（英語版）フェロー
- イギリス土木学会準会員（1843年、正会員にはなっていない）
- エディンバラ王立協会（英語版）フェロー（1850年）
- 王立協会フェロー（1853年）[7]
- ケイス・メダル（英語版）（1854年）
- スコットランド技術者造船事業者協会（英語版）初代会長（1857年）
- ダブリン大学トリニティ・カレッジ名誉博士（1857年）
- スウェーデン王立科学アカデミー外国人会員（1868年）
- スコットランド工学殿堂（英語版）殿堂入り（2013年）[8]
- 月のクレーター「ランキン（英語版）」

## 著作物
書籍
- Manual of Applied Mechanics (1858)
- Manual of the Steam Engine and Other Prime Movers (1859)
- Manual of Civil Engineering (1861)
- Shipbuilding, theoretical and practical (1866)
- Manual of Machinery and Millwork (1869)

論文
- On the Mechanical Action of Heat, especially in Gases and Vapours (1850), read at the Royal Society of Edinburgh, 4 February 1850
- On the General Law of Transformation of Energy (1853), read at the Glasgow Philosophical Society[9]
- On the Thermodynamic Theory of Waves of Finite Longitudinal Disturbance (1869)
- Outlines of the Science of Energetics (1855), read at the Glasgow Philosophical Society

- This work influenced French physicist Pierre Duhem's Traité de l'énergétique (1911) in which he considered thermodynamics, not classical mechanics, to be the more fundamental theory.

その他の著作物
- Rankine, William John MacQuorn (1881). Miscellaneous Scientific Papers. London: Charles Griffin and Company